# Leo Huberman
Leo Huberman (* 17. Oktober 1903 in Newark, New Jersey; † 9. November 1968) war ein US-amerikanischer Journalist und Autor. 1949 gründete er zusammen mit Paul Sweezy die Zeitschrift Monthly Review. Darin erschienen Artikel von Albert Einstein, Scott Nearing, I. F. Stone, Henry A. Wallace und anderen.

## Leben
Leo Huberman wurde 1903 als letztes von elf Kindern in Newark geboren. Ab dem Alter von elf Jahren arbeitete Huberman neben der Schule in verschiedenen Jobs, wie zum Beispiel in einer Zelluloid-Fabrik, als Gehilfe bei einem Elektriker und in einem Postamt. Nach dem Abschluss der Newark State Normal School arbeitete er als Lehrer an der örtlichen Elementary School. 1925 heiratete Huberman Gertrude Heller und studierte nebenbei in New York City. 1926 schloss er das Studium ab und zog mit seiner Frau nach New York, wo er fortan an einer Privatschule in Greenwich Village unterrichtete. 1932, nach der Veröffentlichung von We the people, kündigte er seine Stelle an der Privatschule und ging nach London. Dort studierte Huberman an der London School of Economics. Nach seiner Rückkehr arbeitete er wieder in unterschiedlichen Jobs, so z. B. als Chairman des Departments of Social Science am New College der Columbia University und 1941 als Kolumnist für die U.S. Week. 1949 gründete Huberman mit Paul Sweezy die Zeitschrift Monthly Review, deren Herausgeber er bis zu seinem Tod am 9. November 1968 war.

## Veröffentlichungen (Auswahl)
- 1932: We the people
- 1936: Man’s Worldly Goods: The Story of The Wealth of Nations
- 1940: America, Incorporated
- 1951: Socialism is The Only Answer
- 1952: The ABC of Socialism
- 1956: The Crisis in Race Relations: Two Nations, White and Black
- 1968: Socialism in Cuba